# 相楽信頼
相楽 信頼（さがら のぶより、12月3日 - ）は、日本の声優、俳優。愛知県出身。賢プロダクション所属。

## 略歴
役者を志し、20歳で上京。
スクールデュオ（13期生）卒業。2013年4月から賢プロダクション所属。

## 人物
特技はイラスト、三河弁。趣味は読書、講談、TRPG、動画制作、シナリオ執筆。
好きな小説家は江戸川乱歩。好きな講談師は6代目神田伯山。

## 出演
太字はメインキャラクター。

### テレビアニメ
2012年
- ドラゴンクライシス!（生徒）

2013年
- サムライフラメンコ（ホスト）
- 進撃の巨人（兵士）
- 世界でいちばん強くなりたい!（観客）
- ダイヤのA（薬師選手）
- はじめの一歩 Rising（記者）
- Free!（2013年 - 2018年、学生、魚住拓也） - 3シリーズ
- リトル・チャロ4 英語で歩くニューヨーク（マイケル）

2014年
- ハイキュー!!（2014年 - 2020年、木下久志、北川第一部員C、渋谷、伊勢原裕次） - 5シリーズ / 総集編として2015年に『終わりと始まり』『勝者と敗者』、2017年に『才能とセンス』『コンセプトの戦い』がそれぞれ劇場上映
- パックワールド
- 弱虫ペダル（他校生）

2015年
- ガンスリンガー ストラトス（生徒）
- 空戦魔導士候補生の教官（男子A、警備隊員、男子B、オペレーター1、ギニアス、男子C、編集スタッフ）
- コンクリート・レボルティオ〜超人幻想〜（南零一）
- 新妹魔王の契約者 BURST（兵士）
- 名探偵コナン（2015年 - 2023年、ウェイター、君島智志）

2016年
- 境界のRINNE（黒猫D）
- 少女たちは荒野を目指す（客A）
- DAYS（観客）
- パズドラクロス（ビリー・ブラッド）

2017年
- GRANBLUE FANTASY The Animation（帝国兵B）
- サザエさん
- ロクでなし魔術講師と禁忌教典（生徒C）
- ナナマル サンバツ（テニス部部長、開城祭問い読み）
- バチカン奇跡調査官（カルロス・ディエゴ）
- Wake Up, Girls! 新章（五十嵐）
- かみさまみならい ヒミツのここたま（シゲオ）
- ドリフェス!R（四天王）

2018年
- ポチっと発明 ピカちんキット（ポン田選手）
- グランクレスト戦記（ロッシーニ兵）
- ルパン三世 PART5（少年ウーゴ）

2020年
- パズドラ（2020年 - 2024年、鳳ショウ、パク五郎）

2021年
- ゲキドル（観客）
- SSSS.DYNAZENON（ナレーションβ） - 2023年に劇場総集編公開
- 大正オトメ御伽話（学生、村人、生徒）

2022年
- 平家物語（兵13）

2023年
- 不滅のあなたへ（レンリル市民兵）
- ニンジャラ（マレット）

2025年
- クレヨンしんちゃん（店員A）

### 劇場アニメ
- 映画 プリキュアオールスターズNewStage3 永遠のともだち（2014年、男性）
- 鹿の王 ユナと約束の旅（2022年）
- 劇場版ハイキュー!! ゴミ捨て場の決戦（2024年、木下久志[3]）

### Webアニメ
- DEVILMAN crybaby（2018年、陸上部顧問、白シャツB）

### ゲーム
2014年
- ガンダムブレイカー2
- 真・三國無双7 Empires
- ハイキュー!! 繋げ!頂の景色!!（木下久志）

2015年
- 夢王国と眠れる100人の王子様（リード）

2017年
- ファイアーエムブレム Echoes もうひとりの英雄王（フォルス）
- グランブルーファンタジー（2017年 - 2023年、ザ・デビル）

2019年
- ファイアーエムブレム ヒーローズ（フォルス）
- ドラゴンクエストX いばらの巫女と滅びの神 オンライン（ガラーテ、ジャン、ボンジリ、ラディウス）
- スター・ウォーズ ジェダイ:フォールン・オーダー（カル・ケスティス）
- 葛唄-カズラウタ-（沢月奏）

2020年
- クリミナルガールズX（マーヤ）

2021年
- ファイナルファンタジーVII リメイク インターグレード（ポルコ）

2023年
- スター・ウォーズ ジェダイ:サバイバー（カル・ケスティス）

2024年
- ファイナルファンタジーVII リバース

### ドラマCD
- 恋とはバカであることだ アニメイト限定盤 ミニドラマCD（2016年、佐山）
- ファイアーエムブレム Echoes もうひとりの英雄王 ドラマCD 異国の空 黎明の森（フォルス）

### BLCD
- エスケープジャーニー（佐山明宏）
- 寄越す犬、めくる夜2（男）

### 吹き替え

#### 映画
- アリー/ スター誕生（2019年、ラモン〈アンソニー・ラモス〉）
- フロム・ダスク・ティル・ドーン ※Netflix版
- ラブ&マーシー 終わらないメロディー（カール）

#### テレビドラマ
- キス・ミー・ファースト（シリル）
- THIS IS US
- BOSCH/ボッシュ（2015年）
- 私立探偵ストライク（2018年、エヴァン・ダフィールド〈ブロンソン・ウェブ〉）
- レイ・ドノヴァン ザ・フィクサー
- ハイスクールミュージカル ザ ミュージカル (EJ)

#### アニメ
- トロールズ: シング・ダンス・ハグ!（チャド〈アーチャー・ペイストリー〉）
- モンスター・ホテル ザ・シリーズ（ハンク）

### ボイスオーバー
- プロジェクト・ランウェイ（マイケル・ブランビラ）

### 舞台
- 劇団japrin「〜SARU〜天下を盗んだ兄弟」 -　細川忠興 役
- 劇団下剋上旗揚げオムニバス公演「枝芸」
- 演劇集団アクト青山「戯曲推理小説〜女優達の戦い」
- 演劇集団アクト青山「寂しい人」 -　立雄 役
- 演劇集団アクト青山　岸田國士 作「カライ博士の臨終」
- 朗読の会・色　朗読公演第一色「君の魔法使い」 -　オリバー 役

## ディスコグラフィ

### キャラクターソング
| 発売日         | 商品名                                                                           | 歌                                                                                           | 楽曲                 | 備考                                            |
| -------------- | -------------------------------------------------------------------------------- | -------------------------------------------------------------------------------------------- | -------------------- | ----------------------------------------------- |
| 2018年12月26日 | Free!-Dive to the Future- キャラクターソングミニアルバム Vol.2 Close Up Memories | 似鳥愛一郎（宮田幸季）、御子柴百太郎（鈴村健一）、魚住拓也（相楽信頼）、美波一輝（菅原雅芳） | 「YES!! 鮫柄水泳部」 | テレビアニメ『Free!-Dive to the Future-』関連曲 |

### シリーズ一覧
1. ↑  第1期（2013年）、第2期『-Eternal Summer-』（2014年）、第3期『-Dive to the Future-』（2018年）
2. ↑  第1期（2014年）、第2期『セカンドシーズン』（2015年 - 2016年）、第3期『烏野高校 VS 白鳥沢学園高校』（2016年）、第4期『TO THE TOP』第1クール（2020年）、第4期『TO THE TOP』2クール（2020年）

### 初出話一覧
1. ↑  第1292話初出